# Grawiede
Die Grawiede ist ein rechtsseitiger Nebenfluss der Hunte. Sie fließt ausschließlich im südlichen Bereich des Landkreises Diepholz (Niedersachsen).

## Verlauf
Die 17 km lange Grawiede verläuft ausschließlich zwischen dem niedersächsischen Binnensee Dümmer und der niedersächsischen Kreisstadt Diepholz. Sie entspringt dem Dümmer, und zwar an seiner Ostseite in Lembruch, fließt dann in nördlicher Richtung östlich der Bundesstraße 51, östlich der Lohne und der DB-Linie Lemförde–Diepholz weiter.
Nordöstlich der Stadtkerns von Diepholz nimmt sie linksseitig die Strothe auf, die vorher von der Lohne abgegeben wurde. Die Grawiede selbst fließt durch den Diepholzer Ortsteil Heede und mündet nördlich davon schließlich in die Hunte.
Die Grawiede hat ein Einzugsgebiet von zirka 185 Quadratkilometern, von denen 7,24 Quadratkilometer 2007 als Überschwemmungsgebiete deklariert wurden.